# Alagwa
L'alagwa, anomenada també wasi, chasi o asi, és una llengua cuixítica parlada per unes 30.000 persones a la regió Dodoma de Tanzània i que integra, juntament amb l'aasáx, el burunge, el dahalo, el gorowa, l'iraqw i el kw'adza, la subdivisió del cuixític meridional.